# Longevelle-lès-Russey
Longevelle-lès-Russey é uma comuna francesa na região administrativa de Borgonha-Franco-Condado, no departamento de Doubs. Estende-se por uma área de 2,56 km². Em 2010 a comuna tinha 46 habitantes (densidade: 18 hab./km²).